# Port Vila
Port Vila este capitala și principalul oraș al statului Vanuatu. Conform recensământului din 1999, Port Vila are 29.356 locuitori. Orașul se află în sud-vestul insulei Éfaté, la malul unui mic golf. Este principalul centru economic și comercial al țării și aeroportul și portul său sunt cele mai importante din Vanuatu. 

## Istorie
Zona pe care se află situai orașul Port Vila a fost locuită încă din cele mai vechi timpuri de către populația melaneziană. Lângă oraș în situl arheologic Teouma, în 2004 s-au descoperit 25 de morminte aparținând culturii lapita precum și vase ceramice datând din secolul XIII î.e.n..
În 1606 au ajuns pe insulă primii europeni conduși de  Pedro Fernández de Quirós și Luis Váez de Torres. În secolul XIX insulele se numeau Noile Hebride și erau controlate de către britanici dar după 1880 controlul a fost preluat de către francezi care au început să exploateze insula, folosindu-se de mâna lucru de aici pentru minele sale de pe insula Noua Caledonie. Orașul a fost întemeiat de către un cetățean francez, Ferdinand Chevillard, care a defrișat terenul pentru a crea cea mai mare plantație de pe insulă, însă în loc de aceasta a luat ființă orașul care la acel moment purta numele de Franceville, carte și-a și declarat independența la data de 9 august 1889.

## Economia

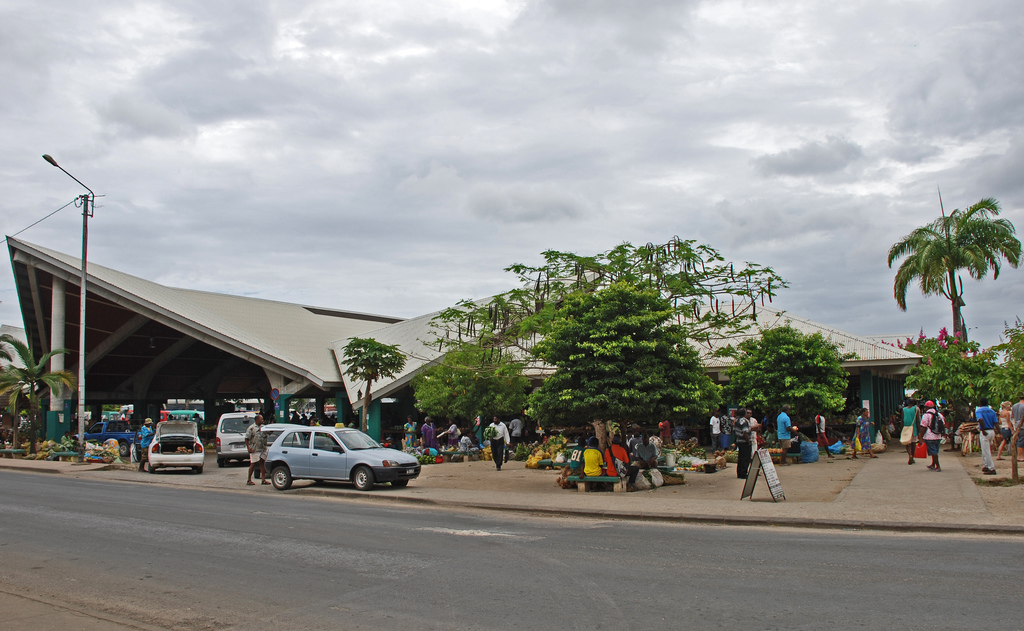
Piaţa

Principalele ramuri ale industriei care s-au dezvoltat în oraș sunt:turismul, pescuitul și agricultura. Orașul dispune de un important port.
Țara încă depinde în oarecare măsură de ajutorul extern acordat de Australia și Noua Zeelandă în domeniul calificării personalului medical și întreținerii spitalelor, iar începând cu anul 2000 a primit ajutor extern din partea Chinei și Japoniei în privința recoltării deșeurilor, în reabilitarea centrelor de sănătate și de învățământ, de creare a șoselelor, etc.
Principalul partener comercial al țării este Australia.

## Demografie
După recensământul din 1999, orașul numără 29.356 locuitori, dar cinfra reală actuală ajunge în jurul cifrei de 38.000 locuitori. 
Melanezienii formează majoritatea populației din Port Vila, cu mici minorități compuse din:polinezieni, asiatici și europeni.
Populația, din punct de vedere religios, e alcătuită din peste 90% de creștini aparținând mai multor biserici, printre care cele mai importante numeric fiind: biserica presbiteriană, biserica anglicană,biserica romano-catolică, biserica adventistă de ziua a 7a, biserica Melaneziei. Datorită activității misionare lumea poartă îmbrăcăminte foarte conservatoare și discretă.
Limba vorbită în mod obișnuit în oraș este bislama, pe lângă aceasta de asemenea se mai vorbesc și alte limbi indigene, engleza sau franceza dar în mod izolat.

## Clima
Clima orașului este cea tropicală cu umiditate crescută și căldură puternică care este combătută doar de briza mării. Anotimpul călduros ține din noiembrie până în mai, când cad și cele mai multe ploi. Din iunie până în septembrie se mai răcorește puțin cu temperaturi medii diurne de 26º și nocturne de 20º. Port Vila se găsește în arealul unde suflă vânturile alizee și de aceea e predispusă la uragane între lunile decembrie și aprilie.